# Дебеляци
Дебеляци (серб. Дебељаци) —  населённый пункт (посёлок) в общине Баня-Лука (Град Баня-Лука), который принадлежит энтитету Республике Сербской, Босния и Герцеговина. Расположен к востоку от города Баня-Лука.

## Население
Численность населения посёлка Дебеляци по переписи 2013 года составила 1 234 человека.
Этнический состав населения населённого пункта по данным переписи 1991 года:
- хорваты — 894 (83,31 %),
- сербы — 73 (6,80 %),
- боснийские мусульмане — 2 (0,18 %),
- югославы — 46 (4,28 %),
- прочие — 58 (5,40 %),
- всего — 1073